# Bertil Stjernfelt
Henning Bertil Stjernfelt, född 24 juli 1917 i Gustavi församling i Göteborgs och Bohus län, död 21 januari 2017 i Gustav Vasa församling i Stockholm, var en svensk militär och militärhistoriker. 
Stjernfelt avlade officersexamen 1940 och blev samma år fänrik vid Vaxholms kustartilleriregemente. Han genomgick stabs- och artillerikurs vid Kungliga Sjökrigshögskolan 1947–1949 och Royal Marines and Amphibious Warfare Course i Storbritannien 1951. Åren 1951–1955 var han lärare vid Kungliga Sjökrigsskolan och Kungliga Sjökrigshögskolan. Han var chef för Kustartilleriets befälsskola 1956–1958 och tjänstgjorde 1958–1962 som regementsofficer vid Kustartilleristaben i Göteborg. År 1957 befordrades han till major och 1963 till överstelöjtnant. Han var stabschef vid Gotlands kustartilleriförsvar 1962–1964, tjänsteförrättande kårchef för Gotlands kustartillerikår 1963 och chef för Underrättelseavdelningen vid Marinstaben 1964–1970. Åren 1966–1967 var han överste och chef för svenska FN-kontingenten på Cypern. Han genomgick 1968 Senior Foreign Officers Intelligence Course i USA och studerade 1972 vid International Peace Academy i Finland. Åren 1970–1977 var han chef för Militärhistoriska avdelningen vid Militärhögskolan och ledamot av Delegationen för militärhistorisk forskning.
Stjernfelt var expert i Totalförsvarets säkerhetsutredning 1965–1969. År 1979 tog han filosofie kandidatexamen och 1979–1982 var han ledamot av kommunfullmäktige och Kulturnämnden i Täby kommun.
Stjernfelt invaldes 1970 som ledamot av Kungliga Örlogsmannasällskapet och 1977 som ledamot av Kungliga Krigsvetenskapsakademien. Han medverkade med ett flertal längre och kortare artiklar i Tidskrift i sjöväsendet och Kungliga Krigsvetenskapsakademiens Handlingar och Tidskrift.
Bertil Stjernfelt var son till tandläkaren Henning Stjernfelt och Ruth Stjernfelt, född Magnusson. Han var sedan 1947 gift med Borghild Stjernfelt, född Kihlstedt (1923–2003). Makarna är begravna på Djursholms begravningsplats.

## Utmärkelser
- Förbundet Kustjägarnas förtjänstmedalj i silver (2004)[4]